# Santa Gertrudis (Sinaloa)
Santa Gertrudis es una pequeña población rural del estado de Sinaloa en México, perteneciente al municipio de Badiraguato y ubicada en las montañas de la Sierra Madre Occidental, es la única población del estado que cuenta con nevadas frecuentes en periodo invernal se ubica a una altitud de 2479 metros sobre el nivel del mar en una de las zonas más inaccesibles de la zona, muy cercano al vértice de los límites de este estado con los de Chihuahua y Durango, 